# Paharere Falls
Die Paharere Falls sind ein unzugänglicher Wasserfall bislang nicht ermittelter Fallhöhe im zur Region Otago gehörenden Teil der Catlins auf der Südinsel Neuseelands. Er liegt im Lauf des George Stream, der wenige Kilometer hinter dem Wasserfall in südwestlicher Fließrichtung in den Tahakopa River mündet. Einige Kilometer südöstlich von ihm liegen die Maclennan Falls in einem anderen Bachlauf.